# 凱瑟琳·安東諾夫娜 (布倫瑞克)

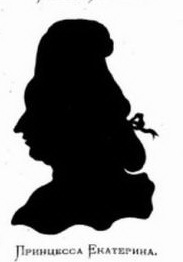
凱瑟琳·安東諾夫娜 (布倫瑞克)

布倫瑞克的凱瑟琳·安東諾夫娜（羅馬化：Yekaterina Antonovna；1741年—1807年），俄罗斯帝国皇族，俄國沙皇伊凡六世的妹妹。她的外曾祖父是伊凡五世，使得她有權繼承俄國王位。
1740年，僅兩個月大的伊凡六世被母親女大公安娜·利奧波多芙娜推上王位，凱瑟琳也在一年後誕生。但是幾天後，她的堂姨婆、彼得大帝的女兒伊麗莎白發動政變，廢黜伊凡六世，自立為女沙皇伊麗莎白一世。而凱瑟琳在軍隊入侵的混亂之際，不慎摔落，從而永久失去聽力。
政變後，她的父母、哥哥伊凡六世、她本人，全被囚禁在阿爾漢格爾斯克省的霍爾莫戈雷。在獄中，她母親又生下一女二男：伊麗莎白（1743年～1782年）、彼得（1745年～1798年）、阿列克謝（1746年～1787年），但都逃不過被監禁的命運。她母親安娜在生下阿列克謝後身亡，而哥哥伊凡和父親安東尼·烏爾里希也分別於1764年被杀和于1774年逝世。
1780年，阿尔汉格尔斯克总督梅尔古诺夫拜访了他们，称凱瑟琳“身材矮小，长得像父亲，说话太僵硬，几乎听不懂她的话。她的弟妹们用手势向她解释。当弟妹们低声对她说话时，她用嘴唇的一个动作来理解他们，并自己回答他们，有时是安静的，有时是相当响亮的。”
同年，女沙皇叶卡捷琳娜二世才将凯瑟琳及其弟妹送到丹麦交给他们的姑母丹麦王太后朱莉安娜·玛利亚。朱莉安娜将他们软禁在霍尔森斯，且从未探视他们；费用仍然由叶卡捷琳娜二世承担。虽然姊弟四人生活相对舒适且获准保有四五十人的小“朝廷”，但他们的周围除了神父以外都是语言不通的丹麦人，他们在丹麦并不愉快。
她在父母、哥哥、弟妹之中是最長命的。她終其一生未婚。1798年，她的弟妹全都去世。1802年，俄罗斯东正教神职人员西奥凡（米哈伊洛夫斯基）被派往她的朝廷接受精神教育，在霍尔森斯呆了大约两年后回国。1803年4月，她用糟糕的文盲般的俄语写信给沙皇亚历山大一世，描述自己如何因为听说障碍和无知遭到丹麦仆人的欺负，怀念过去曾和弟妹度过愉快的时光的霍爾莫戈雷监狱，请求回到霍爾莫戈雷。她在信中说“我每天都在哭，我不知道上帝为什么派我来这里，为什么我在这个世界上活了这么久。我每天都想起霍尔莫戈雷，因为那里对我来说是天堂，这里是地狱”。亚历山大一世没有回复。她死後，伊凡五世的後嗣遂告斷絕。